# Juraj Jurjević
Juraj Jurjević (Brusje, Hvar, 5. siječnja  1910. – Novi Marof, 5. svibnja 1985.),  hrvatski književnik, novinar, odgojitelj i aforist.
Rođen je 1910. godine u Brusju na otoku Hvaru. Osnovnu školu završio je u rodnom mjestu, a srednju je pohađao na Hvaru i u Šibeniku. Diplomirao je na Filozofskom fakultetu u Zagrebu. Bio je predsjednik studentskog Akademsko-pedagoškog filozofskog kluba. 
U Sarajevu je četiri godine bio prefekt u internatu »Kralj Tomislav« HKD Napredak. Jedno vrijeme radio je kao nastavnik u Metkoviću. Bio je novinar, dopisnik lista Hrvatski dnevnik iz Sarajeva i Metkovića. Dolazi u Zagreb, gdje ostaje do smrti. Bio je upravitelj Odgojnog zavoda za privrednu mladež, profesor na gimnaziji i Učiteljskoj školi.  
Napisao je stotine članka za velik broj novina i časopisa (pr. Obnovljeni Život) te dvadeset knjiga, od kojih je deset tiskano, a deset je ostalo u rukopisu. Najpoznatije knjige su mu Čovjek (u tri izdanja), zbirka aforizma Zimzelene starine: misli, izreke i pouke (u dva izdanja) te Svakodnevno o (ne)svakidašnjem.

## Vanjske poveznice
|  | Wikicitati imaju zbirke citata o temi Juraj Jurjević |